# Линия №16 Лодзь-Видзев — Кутно
Линия № 16 PKP — железнодорожная линия, соединяющая станцию Лодзь-Видзев со станцией Кутно. На линии осуществляется движение как грузовых, так и пассажирских поездов, в том числе электропоездов Лодзинской агломерационной железной дороги — городской железной дороги лодзинской городской агломерации.
Линия № 16 проходит по административной территории города Лодзь, лодзинской городской агломерации и Лодзинского воеводства. Начинается на станции Лодзь-Видзев от пикета 0,537 км, заканчивается на станции Кутно у пикета 71,063 км.

## История
Строительство линии началось в 1920 году, движение по ней открывалось в два этапа. В 1923 году по временной схеме был открыт участок от станции Згеж до станции Ленчица. В 1924 году, в ноябре (грузовое) и декабре (пассажирское), движение было продлено, также по временной схеме, до станции Кутно. В полном объеме участок Згеж – Кутно был сдан в эксплуатацию 1 мая 1926 года. Участок Лодзь-Видзев – Згеж был открыт 15 ноября 1931 года.
Электрификация линии также проходила в два этапа. В 1969 году был электрифицирован участок Лодзь-Видзев – Згеж (движение на электрической тяге началось 23 декабря 1969 года). В 1981 году участок Згеж – Кутно (начало движения 30 мая 1981 года).

## Настоящее время
В настоящее время на линии №16 осуществляется движение как грузовых, так и пассажирских поездов. Линия относится к числу железнодорожных линий национального значения в Польше. Ntv не менее и-за того, что линия является однопутной, ее пропускная способность в значительной степени ограничена, по ней главным образом осуществляется региональное пассажирское движение между Лодзью и Кутно.
Основное движение по линии осуществляется поездами Лодзинской агломерационной железной дороги, следующими от станции Лодзь-Калиская до станции Кутно, и пригородными поездами от станции Лодзь-Фабричная до станции Згеж. Также по данной линии проходят поезда дальнего следования: поезд Лодзь — Торунь, обслуживаемый компанией Polregio, и поезд PKP Intercity Гдыня — Катовице.
На линии действуют следующие ограничения максимальной скорости, в зависимости от типа подвижного состава:
| Границы участков     | Границы участков    | Пассажирские поезда | Рельсовые автобусы | Грузовые поезда |
| начальный пикет (км) | конечный пикет (км) | Пассажирские поезда | Рельсовые автобусы | Грузовые поезда |
| -------------------- | ------------------- | ------------------- | ------------------ | --------------- |
| 0,536                | 12,830              | 100                 | 100                | 60              |
| 12,830               | 14,204              | 80                  | 80                 | 60              |
| 14,204               | 14,831              | 80                  | 80                 | 80              |
| 14,831               | 19,550              | 120                 | 120                | 100             |
| 19,550               | 20,096              | 100                 | 100                | 100             |
| 20,096               | 35,884              | 120                 | 120                | 100             |
| 35,884               | 68,882              | 70                  | 70                 | 60              |
| 68,882               | 71,563              | 100                 | 100                | 60              |

## Перспективы
С 2018 года PKP проводит реконструкцию участка Озоркув (пикет 35,884 км) — Ленчица (пикет 46,405 км). По итогам реконструкции предполагается повысить на данном участке максимальную скорость с 70 до 120 км/час.
В дальнейшем предполагается либо построить второй путь на участке Згеж — Кутно, или же соединить эти станции новой линией, с возможностью увеличения в перспективе максимальной скорости до 160 км/час. Эта линия будет использоваться только для пассажирского движения, в частности для поездов PKP Intercity.